# منتخب بلغاريا تحت 23 سنة لكرة القدم
منتخب بلغاريا تحت 23 سنة لكرة القدم (بالبلغارية: Олимпийски футболен отбор на България)‏ هو ممثل بلغاريا الرسمي في المنافسات الدولية في كرة القدم في فئة كرة قدم تحت 23 سنة للرجال، يديريه اتحاد بلغاريا لكرة القدم.